# Micro (klasa jachtu)
Klasa Micro wywodzi się z Francji, gdzie pod koniec lat 70. XX wieku, w kręgach miesięcznika „Beateaux” opracowano założenia nowej klasy jachtów do żeglugi regatowo-turystycznej. Klasa zarejestrowana jest jako międzynarodowa w Międzynarodowej Federacji Żeglarskiej, a od 1999 roku rozgrywane są w niej mistrzostwa świata.
Flota podzielona jest na 3 dywizje: Proto, Racer i Cruiser (nazwy dywizji nie są tłumaczone). Dzięki takiemu podziałowi załogi mogą ścigać się ze sobą, dysponujący podobnym sprzętem, co pozwala uniknąć wyścigu zbrojeń. Klasa nie jest monotypem i w sierpniu 2018 rozróżnione jest łącznie 129 różnych konstrukcji lub wariantów.
W czasie regat całą flota startuje razem, stopniowo rozciągając się na całej trasie.

## Historia
Klasa została stworzona w 1977 r. z inicjatywy francuskiego czasopisma „Bateaux”, które ustanowiło podstawę pomiarową w celu stworzenia małych i łatwych w transporcie łódek niewymagających pomiarów IOR / CHS (aktualnie IMS / IRC).
Początkowe plany zakładały tylko jedno wydarzenie w roku: „Puchar Micro”. Pomysł został oparty na wymiarach istniejących łódek, takich jak Corsaire, dzięki czemu mogła powstać duża flota łodzi z Bénéteau (pierwsze 18), Jeanneau (Microsail), a potem kilku mniejszych producentów stworzyło własne Micro (Challenger, Neptun, Kelt). Stworzono bardzo innowacyjne prototypy (Nuits Blanches, Les Copines). Wkrótce francuski rynek został nasycony małymi łodziami używanymi, z których większość nadal pływa.
Zagraniczni konkurenci wykazali zainteresowanie klasą, bardzo udanym prototypem z Wielkiej Brytanii była „Speculation” (Speculation, Dogs of War, Placebo). Niestety dla klasy konkurenci z Wielkiej Brytanii, Włoch, Szwajcarii nie kontynuowali ścigania się w tej klasie. Zostali oni zastąpieni przez żeglarzy z Europy Wschodniej, a w Polsce i Rosji wyprodukowano wiele Cruiserów.
Po kilku sukcesach na arenie międzynarodowej polscy producenci wyprodukowali łódki dywizji Proto „produkcji” (Kankan, Shanta, Windjammer, Opus, Hot Boat, l’Arte) i odnieśli sukcesy. Wiodącymi krajami są aktualnie Francja, Polska i Rosja.
Jacht L’Arte 3 (proto) konstrukcji Eugeniusza Gintera to obecnie najbardziej rozpowszechniona konstrukcja również za granicą, wygrywająca od 2000 do 2008 r. niemal wszystkie mistrzostwa świata Micro.
Od 1999 roku Pucharowi Świata w klasie Micro rozgrywanemu w Gdyni Międzynarodowa Federacja Żeglarska przyznała status Mistrzostw Świata. Na regatach pojawiają się brazylijskie oraz kanadyjskie załogi.

## Historia w Polsce
Micro w Polsce ma bardzo bogatą, wieloletnią historię. Pierwszym polskim akcentem był start załogi jachtu „Mikron” na Micro Cup w Breście w 1986 roku. Rok później rozegrano już mistrzostwa Polski klasy Micro w Górkach Zachodnich.
Kolejne lata to już właściwe nieustające sukcesy polskich załóg, począwszy od dwóch zwycięstw słynnej „Kumpelki” w Micro Cup w latach 1987 i 1988 (skipper Jarosław Kaczorowski), przez triumfy Leona Wróbla i ostatnie sukcesy w mistrzostwach świata Stanisława Sawko, braci Przemka i Piotra Tarnackich i Piotra Ogrodnika w Micro Proto czy zwycięstwa Kazimierza Domalewskiego, Andrzeja Czapskiego, Grzegorza Banaszczyka, Piotra Słowika, Marcina Pietrzaka w Micro Cruiser. Z sukcesami na łódkach Micro ścigali się tak znakomici żeglarze jak Piotr Cichocki, Marek Muzykiewicz, Andrzej Skrzat i Szymon Szymik.

## Wydarzenia

### Mistrzostwa Świata
| Rok  | Kraj     | Miejsce           | Zwycięzca                                                  | 2. miejsce                                               | 3. miejsce                                              | Startujących                         |
| ---- | -------- | ----------------- | ---------------------------------------------------------- | -------------------------------------------------------- | ------------------------------------------------------- | ------------------------------------ |
| 1999 | Polska   | Gdynia            | Stanisław Sawko, Kazimierz Domalewski, Przemysław Tarnacki |                                                          |                                                         |                                      |
| 2000 | Niemcy   | Warnemünde        | Przemysław Tarnacki, Michał Szmul, Marcin Ossowski         |                                                          |                                                         |                                      |
| 2001 | Francja  | Maubuisson        | Stanisław Sawko, Piotr Tarnacki, Jacek Wysocki             |                                                          |                                                         |                                      |
| 2002 | Austria  | Achenkirch        | Philippe Benaben, Matthieu Loiselet, Rémi Nobileau         |                                                          |                                                         |                                      |
| 2003 | Polska   | Łeba              | Przemysław Tarnacki, Michał Szmul, Jacek Wysocki           |                                                          |                                                         |                                      |
| 2004 | Belgia   | Nieuwpoort        | Piotr Tarnacki, Jerzy Chodubski, Łukasz Wosiński           |                                                          |                                                         |                                      |
| 2005 | Litwa    | Usma              | Piotr Tarnacki, Jerzy Chodubski, Łukasz Wosiński           |                                                          |                                                         |                                      |
| 2006 | Francja  | Mèze              | Marcel Krauth, Marc Krauth, Fabrice Beigneux               |                                                          |                                                         |                                      |
| 2007 | Niemcy   | Warnemünde        | Piotr Tarnacki, Jerzy Chodubski, Bohdan Goralski           | Eugeniy Nikiforov                                        |                                                         |                                      |
| 2008 | Polska   | Sopot             | Piotr Tarnacki, Jerzy Chodubski, Bohdan Góralski           |                                                          |                                                         |                                      |
| 2009 | Rosja    | Moskwa            | Evgeniy Neugodnikov, Andrew Bill, Alexandr Ekimov          | Eugeniy Nikiforov, Dmitry Lukyanov, Pavel Brednev        | Sergey Musikhin, Kirill Luzin, Yury Popov               | 72                                   |
| 2010 | Francja  | Quiberon          | Andrew Bill, Maxim Taranov, Mikhail Tekuchev               | Piotr Tarnacki                                           | Maxim Kuzmin                                            | 65                                   |
| 2011 | Litwa    | Usma              | Piotr Tarnacki, Rafał Becker, Krzysztof Mongird            |                                                          |                                                         |                                      |
| 2012 | Austria  | Traunsee          | Piotr Ogrodnik, Grzegorz Banaszczyk, Paweł Choroba         |                                                          |                                                         |                                      |
| 2013 | Polska   | Gdynia            | Piotr Tarnacki, Rafał Becker, Krzysztof Mongird            |                                                          |                                                         |                                      |
| 2014 | Niemcy   | Berlin            | Piotr Ogrodnik, Piotr Petryla, Grzegorz Banaszczyk         | Gennadiy Svistunow, Grigorii Mikhalev, Igor Kornalevsiky | Piotr Tarnacki, Jakub Pawluk, Krzysztof Mongrid         |                                      |
| 2015 | Białoruś | Brześć            | Piotr Ogrodnik, Grzegorz Banaszczyk, Piotr Petryla         | Gennady Svistunov, Grigorii Mikhalev, Igor Kornalevskiy  | Piotr Tarnacki, Marcin Celmerowski, Rafal Becker        | 63                                   |
| 2016 | Rosja    | Jezioro Pskowskie | Piotr Ogrodnik, Grzegorz Banaszczyk, Piotr Petryla         | Igor Lipen, Maxim Taranov, Dmitry Kolesnikov             | Andrey Anfinogenov, Michail Ostapushenko, Andrey Kuzmin |                                      |
| 2017 | Francja  | Annecy            | Piotr Tarnacki, Grzegorz Banaszczyk, Bartosz Makala        | Piotr Ogrodnik, Tomasz Brzozowski, Paweł Choroba         | Maxime Brunel, Lionel Tissot, Lucas Tissot              | 68                                   |
| 2018 | Polska   | Świnoujście       | Piotr Tarnacki, Grzegorz Banaszczyk, Bartosz Makala        | Rafał Sawicki                                            | Vladimir Bazhenov                                       | 25                                   |
| 2019 | Słowacja | Liptovska Mara    | Piotr Tarnacki, Grzegorz Banaszczyk, Bartosz Makala        | Maciej Celmerowski, Wojciech Moczkowski, Oskar Śleziona  | Vladimir Bazhenov, Andrey Babushkin, Andrey Kuzmin      | 33                                   |
| 2020 | Polska   | Gdynia            | Odwołane z powodu pandemii COVID-19.                       | Odwołane z powodu pandemii COVID-19.                     | Odwołane z powodu pandemii COVID-19.                    | Odwołane z powodu pandemii COVID-19. |
| 2021 | Francja  | Martigues         | 123 Piotr Manczak Filadelfia Bachorz Bartosz Jędrychowicz  | 29086 Bruno Dossat Nicolas Pierrot Pierre Romero         | 125 Rafał Moszczyński Marcin Pecak Maciej Ciężki        | 27                                   |

## Zewnętrzne odnośniki
- Micro Class Polska. [dostęp 2018-08-02].
- International Micro Cupper Class Association. [dostęp 2018-08-02]. (ang.).